# Hoffmanniella
Hoffmanniella es un género monotípico de plantas fanerógamas de la familia de las asteráceas. Su única especie, Hoffmanniella silvatica, es originaria de Camerún.

## Taxonomía
Hoffmanniella silvatica fue descrita por  Schltr. ex Lawalrée y publicado en Bulletin du Jardin Botanique de l'État 17: 59. 1943.